# عوض خليفات
عوض محمد خليفات (مواليد 1945) سياسي أردني شغل منصب نائب رئيس الوزراء ووزير الداخلية في المملكة الأردنية الهاشمية من أكتوبر 2012 إلى أواخر مارس 2013.

## النشأة والتعليم
ولد خليفات في وادي موسى بمنطقة البتراء عام 1945.  وهو حاصل على درجة الدكتوراه في التاريخ ، والتي حصل عليها من SOAS ، جامعة لندن. 

## الحياه المهنيه
شغل خليفات منصب رئيس مجلس إدارة جامعة مؤتة من 1989 إلى 1991.  ثم التحق بالسياسة ، وشغل منصب عضو مجلس الشيوخ عدة مرات. كما عمل في خزائن أردنية مختلفة.  وكان من بين مناصبه الوزارية وزير التعليم العالي. كما شغل منصب نائب رئيس الوزراء.  بالإضافة إلى ذلك ، شغل خليفات منصب وزير الداخلية عدة مرات ، على سبيل المثال ، في عام 1996.  كما عيّن وزيراً للداخلية في حزيران 2000 في حكومة علي أبو الراغب. انتهت ولايته في يناير 2002 ، وحل محله قفتان المجالي. عين الملك عبد الله الثاني خليفات في مجلس الأعيان في 17 نوفمبر 2003. عين الملك عبد الله الثاني خليفات في اللجنة الملكية في 31 يناير 2006. في 17 ديسمبر 2009 ، تم تعيينه مرة أخرى في مجلس الشيوخ في 17 ديسمبر 2009. 
عُين خليفات مرة أخرى وزيرًا للداخلية ، وكذلك نائبًا لرئيس الوزراء في حكومة عبد الله النسور المشكلة في 11 أكتوبر 2012.  انتهت فترة ولايته في 30 مارس 2013 وحل محله حسين المجالي وزيرا للداخلية في التعديل الوزاري.  ولم يتم شغل منصب نائب رئيس الوزراء في التعديل الوزاري. 

## الحياة الشخصية
نال خليفات وسام الكوكب من الدرجة الأولى ووسام الاستقلال من الدرجة الأولى. 